# أيفوري وليامز
أيفوري وليامز (بالإنجليزية: Ivory Williams)‏ هو منافس ألعاب قوى أمريكي، ولد في 2 مايو 1985 في مقاطعة جيفيرسون في الولايات المتحدة.

## وصلات خارجية
- أيفوري وليامز على موقع الاتحاد الدولي لألعاب القوى (الإنجليزية)
- أيفوري وليامز على موقع الدوري الماسي (الإنجليزية)